# Complejo deportivo San Amaro
El San Amaro, cuyo campo de rugby es oficialmente denominado Campo Bienvenido Nieto, es una instalación deportiva municipal situada en la ciudad de Burgos, Castilla y León, España.  Inaugurado en 1980, el complejo alberga diversas disciplinas deportivas, destacando por ser la sede de los equipos de rugby Recoletas Burgos - Caja Rural y Pingüinas Rugby Burgos, que compiten en la División de Honor del rugby español y en la División de Honor B femenina, respectivamente.

## Historia
El complejo fue inaugurado en 1980 en terrenos anteriormente ocupados por una antigua caseta veterinaria y un mercado de ganado. En 2016, tras una remodelación, el campo principal fue renombrado oficialmente como Campo Bienvenido Nieto en honor a un destacado dirigente deportivo local. Sin embargo, muchos aficionados y ciudadanos continúan refiriéndose a las instalaciones como "San Amaro", nombre tradicional y arraigado en la historia del rugby local.

## Instalaciones
El complejo cuenta con una superficie aproximada de 55.000 m² y ofrece diversas instalaciones deportivas:
- Campo de rugby-fútbol Bienvenido Nieto: con capacidad para aproximadamente 1.500 espectadores sentados y hasta 2.500 incluyendo zonas de pie.
- Pista de atletismo Purificación Santamarta: pista de atletismo al aire libre.
- Módulo cubierto de atletismo: instalación para entrenamiento y competiciones bajo techo.
- Piscinas exteriores Marta Fernández Infante: dos piscinas al aire libre.
- Piscina cubierta: piscina climatizada para uso durante todo el año.
- Pistas de pádel y squash: cuatro pistas de pádel y dos de squash.
- Gimnasio: espacio equipado para entrenamiento físico.
- Pistas de tenis: una pista de tenis.
- Aparcamiento: amplio estacionamiento para usuarios y visitantes.

## Usos y eventos
El complejo es utilizado por diversos clubes y asociaciones deportivas de Burgos. El equipo de rugby Aparejadores Rugby Burgos disputa sus partidos de la División de Honor como local en el Campo Bienvenido Nieto. Asimismo, el equipo femenino Pingüinas Rugby Burgos, conocido también como PRB - Flor de Escocia UBU por motivos de patrocinio, utiliza estas instalaciones para sus entrenamientos y encuentros oficiales en la División de Honor B femenina. 
Además, el complejo ha sido sede de eventos deportivos de relevancia nacional, como la final de la Copa del Rey de Rugby en 2020. El campo también ha acogido conciertos y eventos culturales, destacando la actuación de la banda Viva Suecia.

## Accesibilidad y ubicación
El complejo se encuentra en la zona oeste de Burgos, junto al santuario de San Amaro y el Hospital del Rey, actual sede de la Universidad de Burgos. Es accesible mediante transporte público y cuenta con instalaciones adaptadas para personas con movilidad reducida.